# GSC1871-2480
GSC1871-2480 — хімічно пекулярна зоря спектрального класу A0, що має видиму зоряну величину в смузі V приблизно 11,2.